# コトレッタ
コトレッタ（Cotoletta、フランス語のcôtelette、côteから）はイタリア料理で以下のものを指す：
- 仔牛肉、豚肉、子羊肉のコートレット
- 仔牛肉、羊肉、子羊肉の小片
- 揚げた骨つきロース肉
- 挽肉で作ったコロッケ

## イタリア料理で
有名なのは一般的には仔牛肉にパン粉をつけて、バターで揚げたコトレッタ・アッラ・ミラネーゼである。いわゆる「象の耳」（イタリア語: orecchia d'elefante）と呼ばれるコートレットは、その形状から名付けられたもので、通常は複数の野菜の副菜が添えられている。
別のタイプのコトレッタとしてはコトレッタ・アッラ・ボロネーゼ（ハム）、ピアチェンツァ県の馬肉のファルディア、「ヴァルテッリーナ風」、「ヴェネチア風」、「ヴァルドスターナ風」、「シチリア風」および「ナポリ風」のコトレッタがある。一方、ローマやローマ県では「子羊肉のコートレット」とは異なり、仔牛肉を使ったものは「パン粉をまぶしたフェッティーナ」（fettina panata）と呼ばれている。
イタリアのほとんどの地域では、コトレッタは牛の肩肉、もも肉ないし鶏胸肉をスライスしてパン粉をつけたものと不正確に定義されている。

## インド料理で
インド料理ではこの用語は対応する料理、つまり揚げたヴェジタリアンのパティにも使用される。

## 日本料理で
コートレットは、明治時代に銀座の西洋料理店で日本料理に紹介された。コートレットの日本語での読み方は「カツレツ」である。日本料理では、「カツレツ」ないし短く「カツ」は、ウィーンのシュニッツェルを日本風にアレンジしたもので、パン粉をまぶしたコートレットである。「豚カツは豚肉を使ったコートレットのとても一般的なバリエーションである。

## アメリカ料理で
アメリカ合衆国で生まれたチキンカツレツは胸肉やその他の部位を使ったもので、ファーストフードのおかげで世界中に広まった。このカツレツは鶏肉を小麦粉、卵、パン粉の中に入れ、油やバターをひいたフライパンで揚げて作られる。